# Vadstenabullret

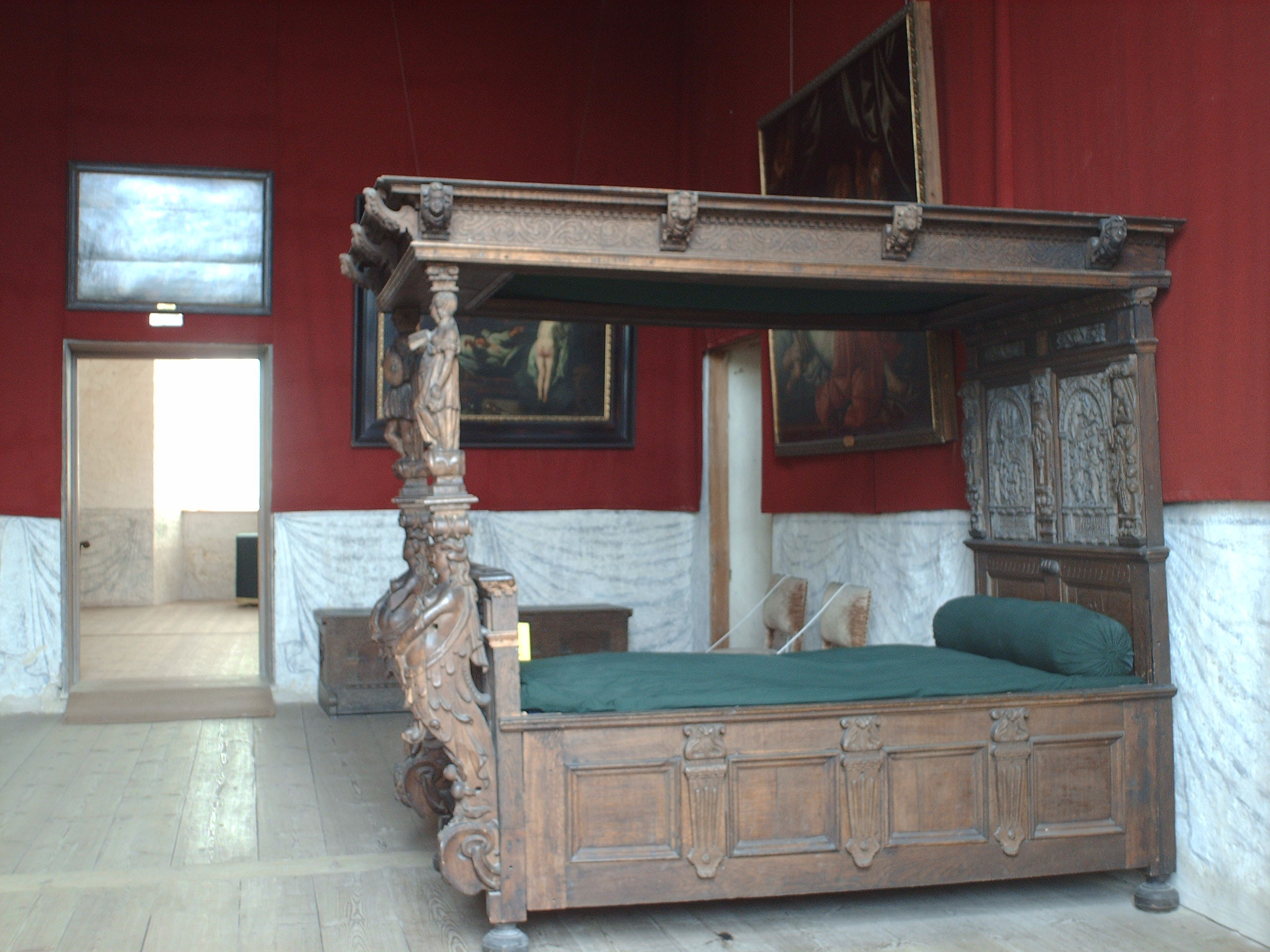
En sängkammare på Vadstena slott, om än inte där "bullret" utspelades.

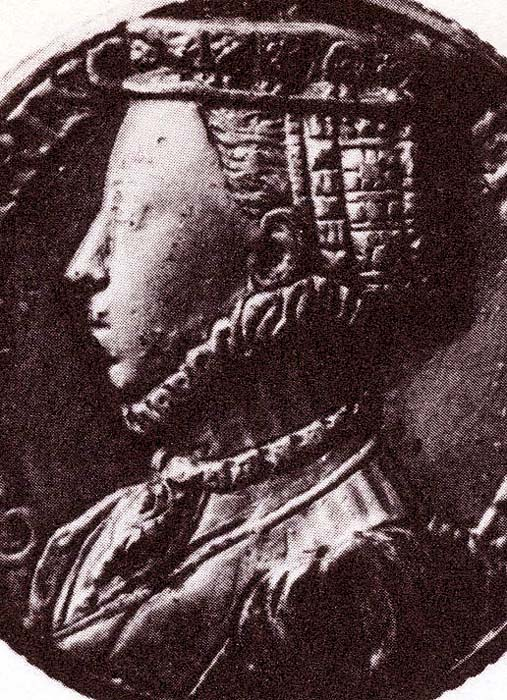
Närbild på medalj med Cecilias porträtt.

"Vadstenabullret" kallas den händelse som utspelade sig på Vadstena slott natten till 17 december 1559. "Bullret" hänvisar till skandalen när den då nittonåriga prinsessan Cecilia Vasa ertappades med Johan av Ostfriesland i prinsessans sängkammare.

## Händelseförloppet

### Bakgrunden
Den 1 oktober hade Cecilias äldre syster Katarina gift sig med Edzard II av Ostfriesland i Stockholm. Med på bröllopsfestligheterna var brudgummens yngre bror, Johan av Ostfriesland (1538–1591). Bland tärnorna utmärkte sig Cecilia, och skalderna lovsjöng henne som "den skönaste av sitt kön". "Pannan är vit som snö, ögonen stråla som solen, de väna läpparna äro fagrare än rosor, lockarna lysa skönare än guld", skrev en tysk poet. Cecilia och Johan fattade tycke för varandra och båda följde med det stora festsällskapet genom landet när brudparet skulle bege sig till Ostfriesland. På Vadstena slott, hos Cecilias bror Magnus, skulle man göra ett uppehåll för julfirande.

### På Vadstena slott
Efter en festkväll den 13 december när alla gått till sina gemak, kunde en vakt se hur Johan klättrade på en repstege och tog sig in genom Cecilias fönster. Hertig Erik, som var på plats i slottet, underrättades om den nattliga besökaren. Nästa natt hölls ett vakande öga på Cecilias fönster och även denna natt kröp Johan in genom fönstret. Då togs stegen bort och prinsessans hovmästare samt några andra herrar rusade in i Cecilias kammare och grep Johan, enligt Eriks brev till sin bror, "i skjortan, havandes näppeligen hosorna på sig".
I brevet fortsätter Erik:
| ” | Och ändock Vi icke kunde tänka, att det han så där instigit hade var skett för Vår systers skull utan hellre för någre jungfrurs skull, som där inne lågo, så gavs Oss likväl en misstanke i sinnet; och efter Vi väl tillförene visste, att Hennes Kärlighet mycket hade att beställa med den greve Johan både i snack och umgänge —ändock Vi Hennes kärlighet tillförene ofta därifrån avstyrkt hade –, befruktade Vi något annat, varföre Vi ock sådant hans högmod icke lida kunde utan läto strax anamma och förskicka honom väl förvarad till Kongl. Maj:t,vår käre herr fader. | „ |

Johan kastades i fängelse och enligt traditionen ska han även ha blivit kastrerad på hertig Eriks order.

### Efterspel
Händelsen fick sitt namn eftersom det svenska kungahuset (som tidigare hade varit väldigt duktigt på att hålla tyst om skandaler) lät denna historia spridas ut bland befolkningen. Kung Gustav Vasa beskyllde sin son hertig Erik för att han lät historien spridas ut till det "vanliga" folket istället för att bara slänga Johan av Ostfriesland i fängelsehålan och sedan inte tala om det igen.
Gustav Vasas sekreterare Sven Elofsson beskrev hur kungen en kort tid efteråt stod och talade med sin drottning om händelsen. Sekreteraren såg då "tårarna av ögonen tillra honom rundeligen nederåt kindbenet; icke så menandes att han var något rädd och feg av sig, utan han ängslades däröver så svåra i hjärtat, att talet därom tryckte honom ut tårarne av ögonen". Kungen förebrådde strängt sonen dennes sätt att gå till väga: sin egen syster hade han behandlat "såsom en uppenbar sköka" och kastat greve Johan i tornet "såsom den där en kungadotter skämt hade".
Erik slog nu alldeles om och uppträdde som systerns försvarare inför fadern. Han förebrådde kungen hans stränghet mot dottern och gick så långt i sina beskyllningar att han påstod att fadern skulle ha slagit henne och "rivit allt håret av huvudet" på henne. Mot dessa anklagelser försvarade sig Gustav Vasa i ett brev till Erik i vilket han förklarar att detta "intet sant var, utan håret lopp dock eljes av henne, som månge nog veterligit är".
Johan av Ostfriesland släpptes efter många förhandlingar ur fängelset efter flera månader och kunde återvända hem. Frigivningen skedde en vecka före Gustav Vasas död, på upprepade förböner av Johans anhöriga och flera tyska furstar och sedan greven gått ed på att inget försiggått mellan honom och kungadottern som stred mot tukt och ära.
Johan levde efteråt ett tillbakadraget liv och gifte sig aldrig. Han uppges ha ägnat sitt återstående liv åt att beskydda nederländska protestanter som förföljdes för sin tro av katolikerna.
Katarina var på grund av förvecklingarna och på grund av att hennes far Gustav Vasa avled i september 1560 och begravdes i december samma år, tvungen att stanna i Sverige till 1561 innan hon kunde bege sig till Ostfriesland.
Senare tids historieskrivning har sett mildare på Eriks agerande under händelsen. Han försvarade själv sitt beslut med att skandalen inte kunde tystas ned eftersom den redan var välkänd: "Nästan var man i staden visste det", skrev Erik. Att endast komma med anklagelser utan ovedersägliga bevis skulle ha resulterat i att den skyldige förnekade allt. Genom att ta greven på bar gärning hade Erik i värsta fall möjligheten att rädda sin systers ära genom ett äktenskap med förföraren. Samtidigt rådde han sin far att "allvarligen låta examinera de jungfrur och pigor, som med fröken Cecilia inne voro", och som under alla förhållanden varit i maskopi med de båda älskande. Om någon av dessa kvinnor kunde förmås att erkänna att greve Johan hade kommit dit för hennes skull och inte för prinsessans så skulle kungen kunna förlåta henne. Samtidigt borde greve Johan enligt Erik offentligt försäkra att han visserligen agerat oförsiktigt men "intet oärligit där bedrivit".